# Иска (Потенца)
Иска (итал. Isca) је насеље у Италији у округу Потенца, региону Базиликата.
Према процени из 2011. у насељу је живело 191 становника. Насеље се налази на надморској висини од 501 м.